# Le Châtellier (Ille y Vilaine)
 Le Châtellier  es una población y comuna francesa, situada en la región de Bretaña, departamento de Ille y Vilaine, en el distrito de Fougères y cantón de Saint-Brice-en-Coglès.

## Demografía
| 562 | 501 | 444 | 407 | 407 | 393 |
| Para los censos de 1962 a 1999 la población legal corresponde a la población sin duplicidades (Fuente: INSEE [Consultar]) |     |     |     |     |     |

## Puntos de interés
- Jardín Botánico de Haute-Bretagne